# Biophysik
Die Biophysik ist eine interdisziplinäre Wissenschaft, die zum einen versucht, Prozesse in biologischen Systemen mit Hilfe der Gesetze der Physik und ihrer Messmethoden zu untersuchen und zu beschreiben, zum anderen sich aber auch mit der gezielten Neu- und Weiterentwicklung physikalischer Methoden zur Untersuchung biologischer Prozesse beschäftigt. Auch die Bionik kann der Biophysik zugerechnet werden. Kurz gesagt ist die  Biophysik die Anwendung der Physik auf Biologisches und umgekehrt. In der deutschen Hochschullandschaft gilt die Biophysik als Kleines Fach.
Fragestellungen und Probleme ergeben sich neben der Biologie auch aus der medizinischen Forschung und Anwendung. Biophysikalische Forschung erfordert somit die enge Zusammenarbeit von Wissenschaftlern der Disziplinen Physik, Biologie, Chemie, Medizin und deren Grenzwissenschaften. Aus diesem Grund ist die Biophysik an den Universitäten nicht zwangsläufig dem Fachbereich Physik zugeordnet. Wurde die Biophysik zunächst ausschließlich von Wissenschaftlern der o. g. Disziplinen (insbesondere Physikern) betrieben, wurden mittlerweile an mehreren deutschen Universitäten eigenständige Biophysikstudiengänge eingerichtet.

## Begriff
Das Wort Biophysik setzt sich zusammen aus griechisch βίος, bios „Leben“ und φυσική (θεωρία), physikē (theōria) = „natürliche (Forschung)“. Historisch begann die Physik mit der Beschreibung von Vorgängen der unbelebten Natur. Hier wird nun untersucht, inwieweit die gewonnenen Erkenntnisse auf die belebte Natur anwendbar sind. Der Begriff Biophysik wurde eingeführt und geprägt von Boris Rajewsky bei der Neugründung des Kaiser Wilhelm Instituts für Biophysik, dem jetzigen MPI für Biophysik.

## Generelle Prinzipien
Biologische Objekte (angefangen bei einzelnen Zellen über größere Zellverbünde, wie Gewebe oder Organe, bis hin zu höheren Organismen) sind von ihrem Wesen her äußerst komplex. In der Regel können biologische Prozesse nur integral über eine Vielzahl von Einflussfaktoren, die zudem in vielen Fällen nicht unabhängig voneinander sind, untersucht werden. Dies stellt für die klassische Biologie eine wesentliche Beschränkung dar.
Das Wesen der Physik ist es, komplexe Systeme auf wenige Einflussfaktoren zu reduzieren. In der Biophysik wird zunächst versucht, biologische Systeme auf ein notwendiges Minimum zu reduzieren. An diesen vereinfachten Modellsystemen wird dann mit Hilfe physikalischer Methoden versucht, die Prozesse innerhalb des biologischen Systems im Idealfall auf molekularer bzw. supramolekularer Ebene zu untersuchen und mit Hilfe physikalischer Gesetze zu beschreiben. Über die Korrelation der biophysikalischen Daten mit den entsprechenden biologischen Daten lässt sich sicherstellen, dass das verwendete Modellsystem in der Lage ist, das biologische System ausreichend zu beschreiben. Die wichtigsten Grundlagen bilden hierfür die Gesetze der Thermodynamik und der Elektrodynamik, aber auch Quantenmechanik und klassische Mechanik finden Anwendung. Von entscheidender Bedeutung ist dabei die Kenntnis der physikalischen Gesetze und Techniken und ein detailliertes Verständnis für biologische Systeme und die physikochemischen Eigenschaften der beteiligten Moleküle.
Zudem hält die Physik eine Vielzahl von Methoden (z. B. aus der Spektroskopie oder der Mikroskopie) bereit, die in ihrer ursprünglichen Form nicht für die Untersuchung und Behandlung biologischer Objekte oder deren Einzelkomponenten (z. B. Lipide oder Proteine) unter physiologischen Bedingungen geeignet sind. Ein weiterer Schwerpunkt der Biophysik ist die Anpassung dieser Methoden für die Bearbeitung biologischer Fragestellungen. Des Weiteren werden aber auch gezielt physikalische Effekte ausgenutzt, um auf deren Basis neue Methoden zu entwickeln, die die Untersuchung biologischer Prozesse erlauben. Die Einsatzgebiete dieser Methoden reichen dabei von nahezu allen Bereichen der Biologie bis in die medizinische Diagnostik und Therapie.
Die Biophysik stellt ein Bindeglied zwischen der Biologie und neben der Physik einer Vielzahl weiterer wissenschaftlicher Disziplinen, wie beispielsweise Medizin, Medizintechnik, Chemie, Biochemie, physikalischer Chemie, Informatik etc., dar. Biophysikalische Forschung erfordert deshalb eine enge Zusammenarbeit von Wissenschaftlern unterschiedlicher Fachgebiete, sie wird deshalb häufig nicht ausschließlich in physikalischen Instituten betrieben. Häufig sind biophysikalisch orientierte Arbeitsgruppen auch in biologischen, chemischen, pharmakologischen und medizinischen Fachbereichen bzw. Fakultäten zu finden.

## Teilgebiete
Wie die meisten anderen Naturwissenschaften ist auch die Biophysik in unterschiedliche Teilgebiete untergliedert. Die Teilgebiete überschneiden sich jedoch teilweise, und eine konkrete biologische Fragestellung lässt sich somit selten eindeutig einem Teilgebiet zuordnen.
Im Folgenden werden die unterschiedlichen Teilgebiete kurz vorgestellt:
- Zelluläre oder Molekulare Biophysik beschäftigt sich unter anderem mit Biopolymeren, Proteinstrukturen und Proteindynamik, Lichtabsorption und physikalischen Modellen von Enzymen.
- Die Membranbiophysik beschäftigt sich mit der Untersuchung der physikochemischen Eigenschaften von Biomembranen und ihren funktionellen Bestandteilen, z. B. Kanälen, Rezeptoren und Transportern, und deren Wechselwirkung mit bioaktiven Substanzen, z. B. Peptiden.
- Die Elektrophysiologie untersucht die Funktionsweise und das Zusammenwirken elektrisch erregbarer Zellen im Nervensystem und in der Muskulatur.
- Die Neurophysik befasst sich mit der Anwendung und Weiterentwicklung physikalischer Konzepte und Messmethoden zur Erforschung des Nervensystems.
- Die Biomechanik befasst sich mit Funktionen und Strukturen von Bewegungsapparaten und Bewegungen von biologischen Systemen.
- Die Photobiophysik und Biophotonik beschäftigen sich mit den Auswirkungen externer Lichtquellen auf lebende Systeme bzw. der Funktion von Photonenemission in lebenden Systemen.
- Die Bioenergetik beschäftigt sich mit der Thermodynamik von Stoffwechselvorgängen.
- Die Strahlenbiophysik beschäftigt sich mit der Auswirkung ionisierender Strahlung auf Organismen und deren Anwendung beispielsweise in der Therapie.
- Die Aerosolforschung untersucht die Eigenschaften von Aerosolpartikeln (z. B. Feinstäuben) und deren Risiken.
- Die Bioinformatik ist kein Teilgebiet der Biophysik im eigentlichen Sinne, ist jedoch in vielen Punkten eng mit ihr verbunden, z. B. bei der Sequenzierung des menschlichen Genoms.
- Die Spektroskopie befasst sich mit den in der Biologie wichtigen spektroskopischen Methoden (z. B. Magnetresonanzspektroskopie, UV/VIS-Spektroskopie).
- Supramolekulare Verbindungen
- System-Neurowissenschaften
- Neurales Encoding – die Representation von Information durch die Nervenzellen des Gehirns.
- Theoretische Biophysik

## Bedeutende Biophysiker und für die Biophysik wichtige Forscher
- Alfred Lotka, Interpret der Evolution aufgrund physikalischer Prozesse.
- Luigi Galvani, Entdecker der Bioelektrizität
- Georg von Békésy, Forschungen am menschlichen Ohr, Nobelpreis 1961
- Friedrich Dessauer, Strahlenforschung und Röntgenologie, Begründer der Biophysik, Direktor des „Institut für Physikalische Grundlagen der Medizin“, aus dem schließlich das MPI für Biophysik hervorging
- Walter Friedrich gilt als Mitbegründer der Biophysik
- Heinz von Foerster hat als Professor für Biophysik das Biological Computer Laboratory (BCL) in Illinois geleitet.
- Daniel Carleton Gajdusek entdeckte ein bisher unbekanntes infektiöses Protein (Prion)
- Hermann von Helmholtz maß als Erster die Geschwindigkeit von Nervenimpulsen
- Bernard Katz entdeckte, wie Synapsen arbeiten
- Max Perutz und John Cowdery Kendrew, Pioniere der Protein-Kristallographie
- Boris Rajewsky Nachfolger von Friedrich Dessauer und Gründer des „Kaiser Wilhelm Instituts für Biophysik“. Er prägte den Begriff „Biophysik“.
- Maurice Wilkins und Rosalind Franklin, Pioniere der DNA-Kristallographie, Nobelpreis 1962
- Erwin Neher und Bert Sakmann, Entwickler der Patch-Clamp-Technik, Nobelpreis 1991
- Irving Langmuir und Katherine Blodgett entwickelten das Konzept der Monolayer, Langmuir erhielt 1932 den Nobelpreis für Chemie
- Adolf Fick stellte das Fick'sche Gesetz zur Beschreibung von Diffusionsprozessen auf
- Gerd Binnig Erfinder des Rasterkraftmikroskops, Nobelpreis 1986 für die Erfindung des Rastertunnelmikroskops zusammen mit Heinrich Rohrer
- Ernst Ruska gilt als Vater der Elektronenmikroskopie, Nobelpreis 1986
- Erich Sackmann, wegweisende Arbeiten auf dem Gebiet der Zellbiophysik, insbesondere der Erforschung von Lipidmembranen und der Mechanik des Zytoskeletts.
- J. Andrew McCammon, Bruce A. Gellin und Martin Karplus führten die erste Moleküldynamik-Simulation eines Proteins durch.

## Biophysik in Deutschland

### Forschung
Universitäre biophysikalische Institute und Abteilungen sind in Deutschland meist an die mathematisch-naturwissenschaftlichen, aber auch an die medizinischen Fakultäten angegliedert. Außer an den Universitäten finden biophysikalische Forschungen ebenso an Instituten der Leibniz-Gemeinschaft und der Max-Planck-Gesellschaft statt. Daneben gibt es auch einige Biotechnologie- und Pharmafirmen, die eigene Biophysikabteilungen unterhalten.

### Lehre
Biophysik wird an vielen Universitäten gelehrt – teils als Nebenfach, teils als Vertiefungsfach oder teils als eigenständiger Studiengang. Dabei kann Biophysik eher aus der biologischen oder eher aus der physikalischen Richtung angegangen werden. Meist ist Biophysik jedoch nur Haupt- oder Nebenfach für Studenten der Physik. Viele Universitäten ermöglichen jedoch eine Promotion im Fach Biophysik. Die Zahl der Universitäten, die Biophysik auch als Diplom-, Master- und Bachelorstudiengang anbieten, nimmt dabei zu.

### Deutsche Gesellschaft für Biophysik
Organisiert sind die deutschen Biophysiker in der Deutsche Gesellschaft für Biophysik (DGfB). Diese ist Mitglied der European Biophysical Societies' Association (EBSA) und der International Union for Pure and Applied Biophysics (IUPAB). Die größte und wichtigste biophysikalische Gesellschaft ist die Biophysical Society, die US-amerikanische biophysikalische Gesellschaft, in der auch Deutsche Mitglied werden können.

### Fachbücher
- Erich Sackmann, Rudolf Merkel: Lehrbuch der Biophysik. Wiley-VCH, Weinheim 2010, ISBN 978-3-527-40535-0.
- Gerold Adam, Peter Läuger, Günther Stark: Physikalische Chemie und Biophysik. Springer, Heidelberg 2003, ISBN 3-540-00066-6.
- Rodney Cotterill: Biophysik. Eine Einführung. Wiley-VCH, Weinheim 2008, ISBN 978-3-527-40686-9.
- Roland Glaser: Biophysik. 4. Auflage. UTB, Stuttgart 1996, ISBN 3-8252-8116-7.
- Hoppe, Lohmann, Markl, Ziegler (Hrsg.): Biophysik. Springer, Berlin 1982, ISBN 3-540-11335-5.
- Michel Daune: Molekulare Biophysik. Springer, Berlin 1997, ISBN 3-540-67046-7.
- Wolfgang Laskowski: Biophysik, Struktur, Energie, Information und Bausteine belebter Systeme, Band 1, Thieme Verlag, Stuttgart 1974, ISBN 978-3-13-502401-1.
- Wolfgang Laskowski und Wolfgang Pohlit: Biophysik, eine Einführung für Biologen, Mediziner und Physiker, Band 2, Deutscher Taschenbuch-Verlag, München 1974, ISBN 3-423-04230-3.
- Philip Nelson: Biological Physics. Freeman, New York 2004, ISBN 0-7167-4372-8.
- Bengt Nölting: Methods in Modern Biophysics. 2. Auflage. Springer, Berlin 2006, ISBN 3-540-27703-X.
- Helmut Pfützner: Angewandte Biophysik. Springer, Wien 2003, ISBN 3-211-00876-4.
- Volker Schünemann: Biophysik. Springer, Berlin 2004, ISBN 3-540-21163-2.
- Helmut A.  Tritthart (Hrsg.): Medizinische Physik und Biophysik. Schattauer, Stuttgart 2001, ISBN 3-7945-2054-8.
- Roland Winter, Frank Noll: Methoden der biophysikalischen Chemie. Teubner, Stuttgart 1998, ISBN 3-519-03518-9.
- Nicolau Beckmann: In-Vivo MR Spectroscopy. Potential and Limitations. Springer, Berlin 1992, ISBN 3-540-55029-1 (In Vivo Magnetic Resonance Spectroscopy. Band 3).
- Philipp O.J. Scherer, Sighart F. Fischer:  Theoretical Molecular Biophysics.  Springer 2010, ISBN 978-3-540-85609-2
- Werner Mäntele: Biophysik. Ulmer, Stuttgart 2012, ISBN 978-3-8252-3270-2
- Wayne F. Reed: Biophysics: Physical Processes Underlying the Living State. Wiley 2025. ISBN 978-1-119-69640-7.

### Fachzeitschriften
- Biophysical Journal Zeitschrift der amerikanischen biophysikalischen Gesellschaft ISSN 0006-3495 (englisch)
- European Biophysics Journal Zeitschrift der europäischen biophysikalischen Gesellschaft EBSA ISSN 0175-7571 (englisch)
- Biochimica et Biophysica Acta – BBA
- Biochemical and Biophysical Research Communications – BBRC (englisch)
- Journal of Biological and Biophysical Methods (englisch)